# Musée de l'Officier
Le musée de l'officier  (anciennement musée du Souvenir des Écoles de Saint-Cyr Coëtquidan ) est un musée militaire, implanté au cœur des écoles de Saint-Cyr Coëtquidan, dans la commune de Guer, ville du département du Morbihan. À travers ses collections, il retrace les événements majeurs qui ont construit la France à travers les destins croisés des officiers qui l'ont servie de la fin de l'Ancien Régime à nos jours (OPEX - Forces françaises hors de la métropole).

## Collections
Le musée conserve et enrichit le patrimoine historique et culturel des officiers de l'Armée de terre française, il administre les collections dont il est dépositaire et participe à la transmission des traditions.
Le musée présente une collection de plus de 6 000 objets couvrant trois siècles d'histoire, développant plus particulièrement la période de 1802 à 1962.
Parmi les objets, le musée possède l'imposante statue La France, la bicyclette de la mission Marchand, une tunique de l'abbé Jean Lanusse ou encore une vareuse du général de Gaulle.
Au rythme de quatre expositions temporaires par an, le musée propose des parcours thématiques. Trois de ces quatre expositions sont consacrées aux parrains des nouvelles promotions de l'École militaire interarmes (EMIA), de l'École spéciale militaire (ESM) et de l'École militaire des aspirants de Coëtquidan (EMAC). Le visiteur peut également partir à la découverte du parcours extérieur aux abords du musée : stèles, statues et monuments commémoratifs.

## Historique du musée
Le musée de l'Officier est inauguré une première fois le 24 juillet 1912 à Saint-Cyr-l'École, dans la chapelle de la Maison royale de Saint-Louis, par le président de la République Armand Fallières, accompagné de l'archiviste Edmond Henry. Le musée a subi d'importantes destructions lors de bombardements de la Royal Air Force le 25 juillet 1944 avant de s'installer à Coëtquidan en 1945 avec la réimplantation des écoles dans des bâtiments où s'installera le futur 4e bataillon de l'École spéciale militaire de Saint-Cyr en 1967. A cette date le musée déménage à proximité des nouveaux locaux de l'ESM Saint-Cyr.
Il est donc inauguré une seconde fois, à son emplacement actuel (cour Rivoli), le 23 juillet 1967, lors de la cérémonie du Triomphe, par le ministre des Armées Pierre Messmer.
D'un point de vue muséographique, le musée se renouvelle à partir de 2017 (réorganisation de l'espace muséal, rénovation des vitrines, ajout de supports graphiques : frise chronologique, borne numérique). Dans la continuité de ce renouvellement, le musée du Souvenir prend le nom de Musée de l'Officier à l'occasion du triomphe 2018. Cette nouvelle dénomination a pour vocation de rappeler que son propos concerne l'ensemble des officiers, qu'ils soient issus de l'ESM, l'EMIA, l'EMAC ou officiers d'active.
Le musée est actuellement rattaché sur un plan administratif aux écoles de Saint-Cyr Coëtquidan et subordonné au général commandant les écoles. Par ailleurs, les actions culturelles sont coordonnées par la Direction de la Mémoire, du Patrimoine et des Archives (DMPA) et la Délégation au patrimoine de l'armée de Terre (DELPAT).

## Association des Amis du Musée de l'Officier
Organisme d'intérêt général à caractère culturel, l'Association a été créée en 1982. Elle est régie par la loi de 1901 et est déclarée à la préfecture de Vannes. Soutien juridique et financier, elle gère également le site de l'Association du musée: https://www.museedelofficier-asso.fr/, présentant aussi bien le musée que sa boutique en ligne.